# Delphinium wardii
Delphinium wardii är en ranunkelväxtart som beskrevs av Cecil Victor Boley Marquand och Airy Shaw. Delphinium wardii ingår i släktet storriddarsporrar, och familjen ranunkelväxter. Inga underarter finns listade i Catalogue of Life.